# Municipi de Zilupe
El municipi de Zilupe (en letó: Zilupes novads) és un dels 110 municipis de la República de Letònia, que es troba localitzat a l'est del país bàltic, i que té com a capital la localitat de Zilupe. El municipi va ser creat l'any 2002 després de la reorganització territorial.

## Ciutats i zones rurals
- Lauderu pagasts (zona rural)
- Pasienes pagasts (zona rural)
- Zaļesjes pagasts (zona rural)
- Zilupe (ciutat)

## Població i territori
La seva població està composta per un total de 3.799 persones (2009). La superfície del municipi té uns 308,9 kilòmetres quadrats, i la densitat poblacional és de 12,30 habitants per kilòmetre quadrat.